# Carlitos (ur. 1990)
Carlitos, właśc. Carlos Daniel López Huesca (ur. 12 czerwca 1990 w Alicante) – hiszpański piłkarz, występujący na pozycji napastnika w Wieczystej Kraków.

## Życiorys

### Młodość
Urodził się 12 czerwca 1990 w Alicante we Wspólnocie Walenckiej jako Carlos Daniel López Huesca. Karierę piłkarską rozwijał w klubach położonych na terenie tego regionu. Jest wychowankiem Alicante CF, w którym trenował od 1998. Jego kolejnymi klubami były Hércules CF (grał w nim cztery lata), Torrellano CF, Real Murcia i ponownie Torrellano. Jako junior występował w Elche CF (sezon 2008/09).

### Początki kariery piłkarskiej
W rozgrywkach seniorskich Tercera División zadebiutował w barwach Torrellano Illice CF z Elche w sezonie 2009/2010. Przez dwa lata wystąpił w 32 meczach i zdobył dwie bramki. W 2011 klub został zlikwidowany, a Carlitos przeniósł się do klubu Ontinyent CF z innego walenckiego miasta – Ontinyent. W latach 2011–2012 w występującym wówczas w Segunda División B klubie zanotował 29 występów, podczas których strzelił sześć goli.

### Rosja, powrót do Hiszpanii, Cypr
16 sierpnia 2012 na zasadzie wolnego transferu przeniósł się do Pietrotriestu Petersburg. W sezonie 2012–2013 strzelił dwa gole w dwudziestu występach w barwach w rozgrywkach rosyjskiej pierwszej ligi. Następnie powrócił do rodzinnego kraju, by 11 sierpnia 2013 podpisać kontrakt z CF Fuenlabrada. W sezonie 2013–2014 w rozgrywkach Segunda División B wystąpił dwadzieścia trzy razy, strzelając dla klubu, położonego na przedmieściach Madrytu, dwa gole. We wrześniu 2014 powrócił w rodzinne strony – trafił do Novelda CF. W klubie z Noveldy w dwudziestu meczach strzelił trzynaście goli w rozgrywkach Tercera División – po rundzie miał wiele propozycji z klubów trzeciego poziomu hiszpańskiej ligi, wybrał jednak ofertę cypryjskiego Arisu Limassol, by wspomóc go w walce o awans do Protathlima A’ Kategorias. W klubie z Limassolu spędził rundę wiosenną, w dziewięciu meczach strzelając dwa gole.

### Eldense i Villarreal B
W lipcu 2015 podpisał kontrakt z CD Eldense z Eledy, położonej we Wspólnocie Walenckiej. W trzydziestu trzech meczach Segunda División B strzelił trzynaście goli i zwrócił na siebie uwagę Villarrealu, który jeszcze w trakcie sezonu 2015/2016 ściągnął go do swojej drużyny rezerw grającej na tym samym poziomie rozgrywek. Po przejściu badań lekarskich 4 maja 2015 został zawodnikiem klubu z Villarreal z umową zawartą do końca sezonu 2016/2017. W kończącej się rundzie wiosennej rozegrał w nowej drużynie 4 mecze, nie strzelając żadnego gola. W kolejnym sezonie rozegrał trzydzieści trzy spotkania, w których strzelił trzynaście goli.

### Wisła Kraków
22 czerwca 2017 podpisał roczny kontrakt, z opcją przedłużenia, z występującą w polskiej Ekstraklasie, Wisłą Kraków. Już w swoim debiucie w barwach Białej Gwiazdy strzelił pierwszego gola w meczu z Pogonią Szczecin. Carlitos uderzył bezpośrednio z rzutu wolnego, z odległości dwudziestu trzech metrów. Gol został uznany za bramkę kolejki. 4 sierpnia w meczu z Wisłą Płock strzelił jedynego gola w meczu, bramka padła w szóstej minucie doliczonego czasu gry. W rozgrywanych tydzień później 194. derbach Krakowa strzelił dwa gole, zapewniając Wiśle zwycięstwo nad Cracovią. Łącznie w pierwszych pięciu meczach w barwach Wisły Hiszpan strzelił cztery bramki i został – zdaniem wielu dziennikarzy – nowym bohaterem kibiców Białej Gwiazdy. W siódmej kolejce strzelił jedynego gola dla Wisły w zakończonym remisowym wynikiem meczu z Lechią Gdańsk. Kolejne dwa trafienia, w tym jedno z karnego, zaliczył 16 września w dziewiątej kolejce w meczu z Piastem Gliwice. Tydzień później strzelił jedyną bramkę dla Wisły w przegranym meczu z Koroną Kielce. 14 października wykorzystał karnego w wygranym 2:0 meczu ze Śląskiem Wrocław. Dziesiąte trafienie w polskiej ekstraklasie zaliczył 27 października w meczu z Lechem Poznań. 4 listopada strzelił bramkę z rzutu karnego w wygranym 3:0 meczu z Sandecją Nowy Sącz, a kolejnego gola strzelił w zremisowanym 3:3 meczu z Termalicą Nieciecza (27 listopada).
28 listopada 2017 w Turbokozaku uzyskał 242 punkty, co było rekordowym osiągnięciem w historii, nadawanego przez Canal+ programu.
Trzynastego gola w polskich rozgrywkach zdobył w przegranym spotkaniu z Górnikiem Zabrze (3 grudnia). 13 grudnia w 195. derbach Krakowa wygranych przez Wisłę 4:1 trafiając do bramki bezpośrednio z rzutu wolnego zaliczył swoje trzecie trafienie przeciwko Cracovii oraz 14 gola w ekstraklasie. Cztery dni później strzelił jedynego gola dla Wisły w przegranym 1:2 spotkaniu z Zagłębiem Lubin. W pierwszym meczu po przerwie zimowej – zremisowanym spotkaniu z Lechią Gdańsk, który był jednocześnie debiutem nowego trenera Joana Carrillo, strzelił jedynego gola dla Wisły.
W lutym 2018 zwyciężył w plebiscycie na najlepszego piłkarza Małopolski, organizowanym przez Gazetę Wyborczą i Małopolski ZPN. Na przełomie lutego i marca nie udało mu się zdobyć bramki w czterech kolejnych spotkaniach, z których Wisła wygrała tylko jedno. Była to jego najdłuższa przerwa, odkąd dołączył do krakowskiego klubu. Swojego pierwszego hat tricka w barwach Białej Gwiazdy strzelił 9 marca w meczu 27. kolejki Ekstraklasy wrocławskiemu Śląskowi, dzięki czemu zrównał się na czele listy strzelców Ekstraklasy ze swym rodakiem Igorem Angulo z Górnika Zabrze. 18 marca w wygranym 2:0 meczu z Legią Warszawa zaliczył asystę oraz strzelił bramkę z rzutu karnego. Był to jego 20 gol w sezonie. 2 kwietnia strzelił jedynego gola dla Wisły w przegranym 1:3 meczu z Lechem Poznań, następnie nie strzelał w czterech kolejnych meczach, a kolejne dwa trafienia zaliczył 6 maja w wygranym 3 do 0 wyjazdowym meczu z Koroną Kielce. Dwudziestą czwartą strzelił w wygranym 3:0 meczu 35 kolejki z Zagłębiem Lubin, w spotkaniu tym został także ukarany czwartą w tym sezonie żółtą kartką, w konsekwencji której po raz pierwszy opuścił ligowy mecz Wisły w kolejnej kolejce. W ostatnim meczu sezonu nie strzelił bramki, ale z 24 golami został królem strzelców Ekstraklasy, jako pierwszy Hiszpan i jedenasty zawodnik Wisły w historii. Wszystkie bramki strzelił prawą nogą. W sezonie zanotował też siedem asyst, w związku z tym z 31 punktami zwyciężył także w tzw. klasyfikacji kanadyjskiej. 21 maja 2018 na Gali Ekstraklasy odebrał trzy nagrody – statuetkę króla strzelców oraz nagrody przyznawane za pomocą głosowania piłkarzy tj. nagrodę za najlepszego napastnika sezonu i nagrodę za najlepszego piłkarza sezonu.

### Legia Warszawa
5 lipca 2018 podpisał trzyletni kontrakt z Legią Warszawa.
W nowym klubie zadebiutował w przegranym 2:3 meczu Superpucharu Polski z Arką Gdynia. 17 lipca zdobył bramkę w spotkaniu z Cork City F.C. w fazie kwalifikacyjnej Ligi Mistrzów. Strzelał gole w ligowych meczach z Zagłębiem Sosnowiec, Wisłą Płock i Miedzią Legnica. 21 października strzelił dwie bramki swojemu byłemu klubowi, kolejne dwa trafienia zaliczył – wygranym 4:0 – meczu z Górnikiem Zabrze w 14 kolejce.
Wystąpił w 36 meczach ligowych Legii zdobywając 16 goli, co w klasyfikacji na króla strzelców sezonu dało mu ex aequo trzecie miejsce. Z klubem z Warszawy zdobył wicemistrzostwo kraju. Grał z numerem 27. Przed sezonem 2019/2020 zmienił numer na koszulce na „9”, jednak w nowym sezonie – który zakończył się dla Legii mistrzostwem Polski – wystąpił jedynie w dwóch meczach ekstraklasy.

### Al-Wahda Abu Zabi
9 września 2019 podpisał kontrakt z klubem Al-Wahda Abu Zabi ze Zjednoczonych Emiratów Arabskich. Według nieoficjalnych informacji kwota transferu z Legii wyniosła 3 miliony euro, z których znaczną część otrzymała Wisła Kraków. W dziewięciu meczach strzelił pięć bramek, jednak pod koniec grudnia tego samego roku kontrakt został rozwiązany.

### Panathinaikos AO
W latach 2020–2022 był piłkarzem greckiego klubu Panathinaikos AO. W tym klubie zagrał 62 mecze, strzelił 16 goli i miał 5 asyst. Na koncie ma też zdobycie pucharu Grecji w swoim ostatnim roku gry w tym zespole.

### Powrót do Legii Warszawa
16 sierpnia 2022 roku podpisał dwuletni kontrakt, z opcją przedłużenia, z Legią Warszawa. 19 sierpnia 2022 roku rozegrał swój pierwszy mecz dla „Wojskowych” po powrocie, wchodząc na boisko w 61. minucie domowego meczu przeciwko Górnikowi Zabrze (2:2). 26 sierpnia 2022 roku po raz pierwszy wpisał się na listę strzelców, zdobywając jedyną bramkę w ligowym, wyjazdowym meczu przeciwko Stali Mielec.
W sezonie 2022/2023 wywalczył z Legią Warszawa Puchar Polski, występując w 4 meczach, zdobywając w nich 3 bramki (dwie w 1. rundzie z Niecieczą, jedną z Lechią Zielona Góra). W tymże sezonie był dwukrotnie kontuzjowany. Obiecująco wypadł w okresie przygotowawczym do sezonu 2023/2024 na obozie w Austrii, ale w samym sezonie nie zagrał żadnego oficjalnego meczu. 28 lipca 2023 rozwiązał kontrakt z Legią za porozumieniem stron.

## Sukcesy

### Wisła Kraków
- Król strzelców Ekstraklasy: 2017/2018 (24 gole)[56]
- Najlepszy napastnik Ekstraklasy 2017/2018[34]
- Najlepszy piłkarz Ekstraklasy 2017/2018[34][35]
- Najlepszy piłkarz Ekstraklasy w plebiscycie Polskiego Związku Piłkarzy: 2017[57]
- Jedenastka roku Ekstraklasy w plebiscycie Polskiego Związku Piłkarzy: 2017[57]

### Legia Warszawa
- Mistrzostwo Polski: 2019/2020[58]
- Wicemistrzostwo Polski: 2018/2019, 2022/2023[2]

- Puchar Polskiː 2022/2023[54]

### Panathinaikos
- Puchar Grecji: 2022

## Życie prywatne
Jest żonaty z Gemą. Ma młodszego brata Rubéna, piłkarza.